# گازیر
گازیر یک روستا در ایران است که در بخش مرکزی شهرستان سرعین واقع شده‌است. گازیر ۱۶۰ نفر جمعیت دارد.